# 친차비스
친차비스(Tsintsabis)는 나미비아의 도시이다. 추메브에서 북동쪽으로 65km 떨어진 곳에 위치한다.

## 같이 보기
- 추메브